# Ђузепе Бертело
Ђузепе Бертело (рођен 1. октобра 1942. године) је италијански католички свештеник. Од 2012. је кардинал, а био је и председник Понтификалне комисије Града-државе Ватикана. Од октобра 2011. године је председник гувернората Ватикана. Од 1971. до 2011. је радио у дипломатској служби Ватикана. Године 1987. је постао надбискуп, а био је и апостолски нунциј у Руанди, Мексику, Италији и представник Ватикана у бројним међународним организацијама.

## Детињство и младост
Бертело је проглашен за свештеника 29. јуна 1966. Докторирао је канонско право, а студирао је и дипломатију на Понтификалној црквеној академији.

## Дипломатска служба
Године 1971. је постао ватикански дипломата и до 1973. је радио у Судану. Од 1973. до 1976. је био секретар у амбасади у Турској, а потом и у амбасади у Венецуели. Радио је и при Организацији уједињених нација у Женеви. Године 1987. је посетио католичку заједницу у Пјонгјангу. Папа Јован Павле II га је 1987. године именовао за апостолског нунција у Гани, Тогоу и Бенину, а 1990. године је пребачен у Руанду где се бавио истраживањем геноцида над Тутсијима. Након тога је радио као представник Ватикана у Светској трговинској организацији, Мексику, Италији, Сан Марину...
Године 2007. је награђен Великим крстом мексичког Реда Астека, а 2008. године и Витешким крстом Ордена за заслуге Италијанске Републике.

## Каснији рад
Бертело је био један од кардинала који су учествовали у папској конклави 2013. године када је изабран папа Фрања. Мандат у Понтификалној комисији Ватикана му траје до 2021. године.